# Jen Sung
Jen Sung (čínsky pchin-jinem Yán Sōng, znaky zjednodušené 严嵩, tradiční 嚴嵩, 3. března 1480 – 1565) byl čínský politik v říši Ming. Za vlády císaře Ťia-ťinga ve druhé třetině 16. století zaujímal vysoké postavení v těsné blízkosti císaře, v letech 1536–1543 vykonával funkci ministra obřadů, poté velkého sekretáře (1542–1562), přičemž v letech 1544–45 a 1548–1562 stál v čele velkého sekretariátu.
Pocházel z obchodnické rodiny z provincie Ťiang-si. Jeho otec působil jako učitel a ředitel místní školy. Prošel úřednickými zkouškami, v jejich posledním kole, v palácové zkoušce, kterou složil roku 1505, byl pátý, což byl velký úspěch. Jako vynikající absolvent zkoušek byl přidělen do akademie Chan-lin, v níž časem postoupil až na chanlinského akademika a vedoucího akademie Chan-lin v Nankingu. Poté v letech 1525–1528 řídil státní univerzitu Kuo-c’-ťien, působil jako náměstek ministra obřadů (1528–1531, v Pekingu) a nankingský ministr obřadů (1531–1536). Roku 1536 se vrátil do Pekingu, aby zaujal vysoké funkce ministra obřadů a velkého sekretáře. Jako ministr obřadů odpovídal za rituály a obřady, zahraniční vztahy, státní konfuciánské školy a úřednické zkoušky a za záležitosti členů císařského rodu. Jako ministr i jeden z velkých sekretářů patřil mezi nejbližší úředníky blízké panovníkovi, v 50. letech byl vůbec nejbližším císařovým pomocníkem. Státníkem byl pracovitým a zodpovědným, ale i zdvořilým a skromným, v politice tíhnul ke kompromisním řešením.
Jako vlivný státník byl mnohokrát žádán o podporu, většinu jednání s žadateli přesunul na svého syna Jen Š’-fana, kterého následně nepřátelé rodiny opakovaně vinili ze zamoření politiky korupcí. Obviněním dlouho odolával, až roku 1562, kdy už pro vysoký věk nebyl schopen vykonávat svou práci, ho císař odvolal z úřadu a syna poslal do vyhnanství. V letech 1564–1565 byl Jen Š’-fan obviněn z přípravy povstání a popraven. Mimořádně rozsáhlý majetek rodiny, získaný po vzestupu Jen Sunga do vysokých funkcí, úřady zabavily a Jen Sung zemřel v chudobě a osamění.

## Jména
Jen Sung používal zdvořilostní jméno Wej-čung (čínsky pchin-jinem Wéizhōng, znaky 惟中) a pseudonym Ťie-si (čínsky pchin-jinem Jièxī, znaky 介溪).

## Život

### Mládí a počátky kariéry
Jen Sung se narodil 3. března 1480 ve Fen-i v provincii Ťiang-si. Jeho rodina byla registrována mezi řemeslníky, věnovala se však obchodu; i Jen Sung se později, když zbohatl, se synem zapojil do velkoobchodu a oba vlastnili množství obchodů v Jang-čou, předním komerčním centru jihu země. Jeho otec Jen Chuaj (1453–1495) působil především jako učitel a ředitel místní školy. Jen Sung byl slabým a často nemocným dítětem, projevil však literární nadání, a jeho otec nelitoval úsilí v jeho vzdělávání v konfuciánském učení. Roku 1495 se v patnácti letech Jen Sung hlásil k provinčním úřednickým zkouškám, jeho otec však právě zemřel, a tak se jich, kvůli smutku, nezúčastnil. Následující provinční zkoušky roku 1498 složil jako šestnáctý v pořadí, což byl dosti dobrý výkon. V metropolitních zkouškách uspěl až roku 1505, kdy byl třicátý osmý, ale v bezprostředně následujících palácových zkouškách pátý, což byl velký úspěch, i když Jen Sung doufal v ještě lepší výsledek.
Během zkoušek a na závěrečných banketech prý udělal negativní dojem, vychrtlý a špatně oblečený; despekt zkoušejícího ho tížil ještě po letech. Po letech vzpomínal na těžké doby mládí, když po smrti matky roku 1509 neměl prostředky na její důstojný pohřeb. Už roku 1499 se oženil s dívkou příjmením Ou-jang, téhož roku se jim narodila dcera a roku 1513 syn, Jen Š’-fan.
Po zkouškách byl přidělen do akademie Chan-lin na místo bakaláře (šu-ťi-š’). Kolem roku 1508 se nechal uvolnit pro nemoc a vrátil se domů do Fen-i. Ve Fen-i strávil osm let, vyhnul se tím frakčním sporům a čistkám v období dominance Liou Ťina na císařském dvoře (1506–1510). Až roku 1516 se zcela uzdravil a poté už takřka nikdy nemarodil. Po návratu do Pekingu byl opět zařazen do akademie Chan-lin, na místo mladšího kompilátora. Kromě povinností v akademii byl pověřován různými krátkodobými úkoly, roku 1517 se podílel na vzdělávání císařských eunuchů, působil ve zkušební komisi u metropolitních a palácových zkoušek, a roku 1518 byl v delegaci vyslané do provincie Kuang-si, aby dohlédla na nástup nového knížete z císařského rodu. Držel se stranou protestů proti císařům, nezapojil se do protestů proti cestám císaře Čeng-teho do severního pohraničí a na jih v letech 1517–1519, ani do diskuzí o pořádku nástupu nového císaře Ťia-ťinga roku 1521, ani do sporu o obřady roku 1524. Jako politik se vyhýbal zapojení do frakčních půtek, neměl pevný názor na politické problémy, ani principy, které by hájil. Po vzestupu do vyšších funkcí proto mohl být otevřený kterýmkoliv žadatelům o politickou podporu, stačilo, když žádost podpořili náležitým darem.
V akademii Chan-lin postoupil na komentátora a byl přeložen do sesterské akademie Chan-lin v Nankingu. Roku 1525 se vrátil do Pekingu, aby převzal řízení státní univerzity Kuo-c’-ťien. Po třech letech byl jmenován náměstkem ministra obřadů, načež byl pověřen vysoce čestným úkolem odcestovat k hrobce císařova otce v An-lu v provincii Chu-kuang a oznámit jeho duchu, že mu bylo uděleno nové chrámové jméno.

### Ministr obřadů
V letech 1531–1536 Jen Sung zastával úřad nankingského ministra obřadů, roku 1536 byl povýšen na ministra obřadů (v Pekingu). Měl přitom podporu Sia Jena, ministra obřadů v letech 1531–1537, roku 1536 jmenovaného velkým sekretářem. Od ledna 1537 Jen Sung vykonával úřad ministra samostatně. Ministrem zůstal do května 1543, když už roku 1542 byl jmenován velkým sekretářem. Ministerstvo obřadů odpovídalo především za rituály a obřady, zahraniční vztahy, státní konfuciánské školy a úřednické zkoušky a problematiku členů císařského rodu žijících v regionech.
Během 30. let, jak stoupal v úřadech, se výrazně zlepšila Jen Sungova finanční situace a v letech 1537–1539 si nechal postavit nové sídlo v Pekingu, bezprostředně na jih od Císařského města; na stavbu dohlížel a následně vedl domácnost jeho syn Jen Š’-fan. Roku 1540 také Jen Š’-fan dohlížel na stavbu nového rozlehlého rodinného sídla v rodném regionu, které namísto v rodném Fen-i vybudoval ve 40 km vzdáleném Jüan-čou, sídle prefektury. Do rukou Jen Š’-fana postupně Jen Sung předal také přijímání žadatelů o pomoc a různé výhody výměnou za přiměřený „dar“, jeho ruce tak zůstávaly čisté a soustředil se na plnění přání panovníka jako spolehlivý, výkonný a vždy loajální ministr.

#### Reformy obřadů
Jako ministr obřadů se Jen Sung podílel na reformách obřadů konce 30. let, včetně změny chrámového jména císaře Jung-le (vládl 1402–1424); po narození císařova syna Ču Caj-žueje roku 1536 měl podíl na přesvědčování panovníka, aby ho oficiálně prohlásil následníkem, což se stalo roku 1539. Koncem roku 1538 zemřela císařova matka. Z diskuzí císaře a vlády vzešlo rozhodnutí, že bude pohřbena v An-lu v hrobce svého manžela Ču Jou-jüana, knížete ze Sing; císař Ťia-ťing se proto rozhodl osobně ověřit stav otcovy hrobky a Jen Sung jako ministr obřadů se významně podílel na organizaci cesty, na které panovníka provázelo více než tisíc úředníků a služebníků a šest tisíc vojáků. Cesta proběhla v březnu–květnu 1539, následně v červnu téhož roku vyrazil do An-lu smuteční průvod s ostatky císařovy matky.

#### Zahraniční politika – Vietnam

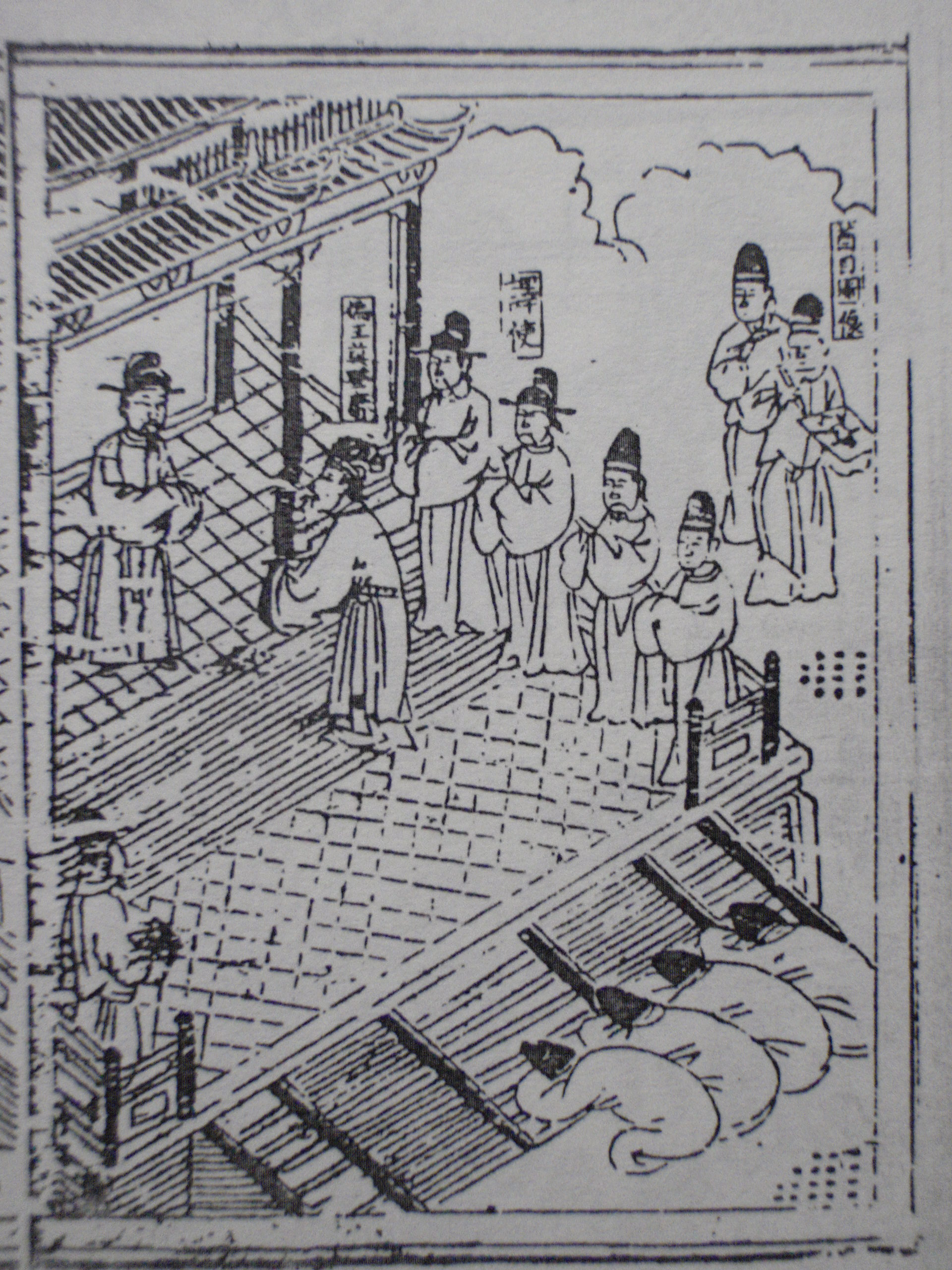
Vietnamský vládce Mạc Thái Tổ (v centru) předkládá roku 1541 tribut mingskému vyslanci. Ilustrace z knihy An-nan laj-wej tchu-cche vydané v éře Lung-čching (1568–1572).

Největším problémem zahraniční politiky na přelomu 30. a 40. let byla otázka Vietnamu. Po narození císařova syna v listopadu 1536 byla s radostnou zprávou rozeslána poselstva do okolních zemí, ale velký sekretář Sia Jen mezi ně odmítl zařadit Vietnam s odůvodněním, že už dvacet let neposílá tribut a současný panovník Mạc Thái Tông z dynastie Mạc je nelegitimní. Ministr vojenství a válečnická strana ve vládě vedená Kuo Sünem, markýzem z Wu-ting, reagovali návrhem na trestnou expedici. Proti návrhu se zvedla vlna kritiky, jako extravagantnímu a nákladnému. V březnu 1537 přibyli do Pekingu vyslanci vietnamského panovníka Lê Trang Tônga z dynastie Lê, kteří žádali o pomoc proti vůdci rebelů Mạc Thái Tôngovi. Císař Ťia-ťing žádal ministerstva obřadů a vojenství o prošetření situace. Jen Sung následně předložil panovníkovi přehled historie čínsko-vietnamských vztahů za posledních patnáct století a závěry konzultací vysokých úředníků, kteří se shodli, že za občanskou válku, uzavření hranic a přerušení vzájemných styků je odpovědný uzurpátor Mạc Thái Tông, a doporučili vojenský zásah proti němu. Ťia-ťing souhlasil, ale místní úřady v Kuang-tungu proti invazi do Vietnamu protestovaly s tím, že Vietnamci nenarušují hranice a výsledek jejich občanské války není jasný. Pod dojmem protestů regionálních úředníků císař začal váhat a v červnu vojenské přípravy zrušil. V září 1537 však pod vlivem nových návrhů z regionů přípravu války obnovil.
Na jaře 1538 Ťia-ťing jmenoval velitele tažení, ale úřady z pohraničí reagovaly vyčíslením předpokládaných nákladů a problémů války. Ministerstvo vojenství na císařův dotaz k tomuto reagovalo předložením věci k meziministerským konzultacím a ministerstvo obřadů zjistilo, že Mạc Thái Tông ovládá tři čtvrtiny země, zatímco Lê Trang Tông má pouze minimální vliv, když opozici proti rodu Mac dominují mocné rody Trịnh a Nguyễn. Mạc Thái Tông navíc s pokorou také žádal mingskou vládu o navázání vztahů, přičemž tvrdil, že Lê Trang Tông je podvodník, který žádný nárok na trůn nemá. V situaci, kdy obě strany vietnamské občanské války byly ochotny uznat mingskou nadřazenost, doporučil Jen Sung vyčkávat, císař tedy invazi zrušil. Diskuze o vietnamském problému pokračovaly i v letech 1539–1540. Roku 1539 delegace Mạc Thái Tônga se žádostí o navázání styků předala mingským úřadům soupisy obyvatel a mapy země, jako doklad své vlády nad Vietnamem. Koncem roku 1540 shromáždění 110 tisíc mingských vojáků v provincii Kuang-si Mạc Thái Tônga znepokojilo do té míry, že ve snaze o odvrácení invaze osobně na mingsko-vietnamské hranici na kolenou předal mingským úředníkům novou prosbu o uznání, doprovázenou dokumentací o jeho vládě a civilních i vojenských úřadech, a ochotou vydat říši Ming sporná pohraniční území. Ťia-ťing nakonec v dubnu 1541 definitivně rozhodl ve prospěch dynastie Mạc (tehdy vládl Mạc Thái Tô) s tím, že jejímu vádci odpustil zločiny spáchané za občanské války, předešlou dynastii Lê prohlásil za vymřelou, a uznal ho za vládce Vietnamu. Nicméně mu neudělil titul krále (wang), který říše Ming přidělila panovníkům dynastie Lê, nýbrž pouhého „pacifikačního komisaře“. Současně vyznamenal a obdaroval velké sekretáře Sia Jena a Čaj Luana za organizaci válečných příprav a Jen Sunga a Kuo Süna za konstruktivní návrhy. Zvolené řešení, totiž netrvání na obecném principu zahraniční politiky – říše Ming podporuje legitimní panovníky, pokud uznají mingskou nadřazenost – a naopak respektování mocenské reality ve Vietnamu, bylo charakteristické pro Jen Sungovo pojetí politiky.

#### Zahraniční politika – další země

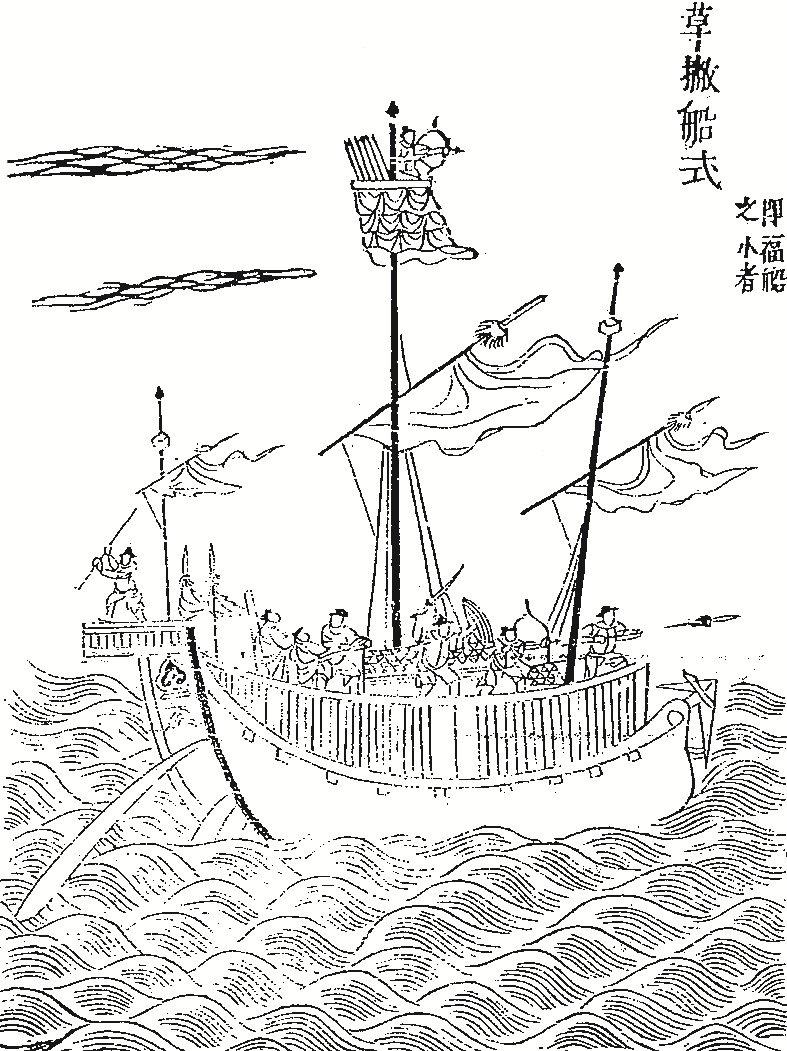
Čínská válečná džunka, Čchou-chaj tchu-pien (Ilustrovaná kniha námořní obrany, 1562.

Ohledně zahraničních vztahů bylo problematické Japonsko, styky s nímž mingské úřady přerušily po násilnostech Japonců v Ning-po roku 1523. V Japonsku byla silná poptávka po čínském zboží, zejména hedvábí, současně byla ve 30. letech 16. století objevena nová naleziště stříbra a zavedeny nové čínské metody těžby. Země pak získala dostatek kupní síly na to, aby si mohla dovolit dovoz z Číny ve větším měřítku. Roku 1539 připluly do Če-ťiangu tři japonské lodě s tributem a žádostí o umožnění obchodování. Vyslance, v jejichž čele stál buddhistický mnich Košin Sekitei, přijal v Pekingu císař; padesátičlenná delegace však byla držena pod přísným dohledem a bez možnosti obchodu. Následující rok připluly japonské lodě znovu a císař předložil jejich žádosti k meziresortním konzultacím pod vedením Jen Sunga. Ministerstva a kontrolní úřady se shodly na tom, že lodě mají být odmítnuty a další Japonci mají být přijímáni v souladu s pravidly zavedenými císařem Chung-wu ve 14. století: jedna návštěva za deset let a to pouze tři neozbrojené lodě, v případě jakýchkoli problémů přerušit styky. Žádali rovněž preventivní posílení pobřežní obrany, která byla v žalostném stavu. Císař s míněním svých úředníků souhlasil. I další delegace roku 1544 byla odmítnuta, Japonci proto od roku 1545 přestali brát ohledy na mingské úřady a každoročně obchodovali s čínskými obchodníky na ostrově Šuang-jü u pobřeží Če-ťiangu. Účast v nelegálním (to jest mingskými úřady neodsouhlaseném) obchodování vytýkal Jen Sung obchodníkům a vládě ostrovů Rjúkjú a po tamním panovníkovi požadoval nápravu situace.
Tibeťané, Džürčeni i Korejci se chovali klidně; z Mongolů se mingským pravidlům zahraničních styků podřizovali Urjanchadajci ve východním Mongolsku, a když byla jejich žádost o rozšíření obchodu zamítnuta, omluvili se; alespoň prosili o mimořádnou dotaci kvůli škodám na svém hospodářství způsobeným nepříznivým počasím a nájezdem „žlutovlasých Tatarů“, což císař odsouhlasil. Vztahy se státy a zeměmi západně od Číny, v Ujgursku, byly bez větších problémů; ministerstvo se pouze snažilo omezit počet a velikost přicházejících delegací. Jen Sung navíc soudil, že není správné, když jak úřední překladatele, tak doprovod středoasijských delegací, tvoří takřka výhradně zaměstnanci středoasijského původu. S panovníkovým souhlasem stanovil, že nadále v těchto funkcích mají být zaměstnáváni pouze etničtí Číňané. Kontrolní úředníci později obvinili Jen Sunga, že jako překladatelé byli protekčně za úplatu přijímáni příbuzní úředníků anebo bohatých pekingských obchodníků; Jen Sung se bránil, že proces přijímání nijak neovlivňoval a ostatně dotyční po tříletém studiu (zahrnujícím i roční pobyt v příslušném pohraničí) složili zkoušky z cizího jazyka; nicméně pro vyloučení podezření je tedy propustí. Císař schválil propuštění překladatelů z rodin obchodníků; ti úřednického původu mohli zůstat.

#### Vzdělávání a úřednické zkoušky
S růstem počtu obyvatel rostl i počet úředníků a ještě rychleji počet studentů a kandidátů zkoušek. Jen Sung proto organizoval rozšiřování a zakládání nových státních konfuciánských škol, zejména v okrajových regionech říše, kde dosud nebyli zájemci o studium. Žádal císaře i o zvýšení kvót na počet úspěšných absolventů provinčních i metropolitních úřednických zkoušek, což podporovaly i provinční úřady (které argumentovaly, že absolventi metropolitních a palácových zkoušek aktuálně vedou pouze 10 až 20 % okresů a krajů, ale v zájmu kvalitní administrativy by měli řídit okresy a kraje všeobecně). Císař Ťia-ťing v některých případech provinční kvóty zvýšil, jiné žádosti však zamítl.
Ohledně úřednických zkoušek bylo ministerstvo obřadů včetně Jen Sunga znepokojeno zkouškovými eseji kandidátů a v letech 1537–1538 konstatovalo, že v důsledku vypjaté soutěživosti se eseje kandidátů v posledních letech posunuly k neuměřenosti ve výrazu, objevují se neortodoxní postoje a nepřiměřená kritika obřadů i bezpečnostní politiky státu. Zvlášť problematické bylo, že takové práce byly příznivě hodnoceny zkoušejícími. Nejhorší byla situace v provincii Kuang-tung, kde si studenti i zkoušející brali za vzor práce Lun Wen-süa (1467–1513, jinak nevýznamný) a respektovaného filozofa Čchen Sien-čanga. Císař proto schválil návrhy ministerstva na čistku v provinčních zkušebních komisích, a potvrdil odvolání nebo zatčení zkoušejících v Kuang-tungu, ale i v Chu-kuangu, Nan Č’-li, Ťiang-si a Che-nanu; studenti byli varováni před používáním nebo odvoláváním se na dílo neortodoxních filozofů, především zmíněného Čchen Sien-čanga (1428–1500), jeho žáka Čan Žuo-šueje (1466–1560) a také Wang Jang-minga (1472–1529). Akademie založené zmíněnými filozofy nebo jejich žáky byly postaveny pod státní dozor nebo zrušeny. Čan Žuo-šuej, v té době nankingský ministr státní správy, však nebyl postižen, když se úředníci ministerstev státní správy a obřadů shodli, že je osobně bezúhonný; ze státní služby ho císař odvolal až roku 1540, kdy některé části jeho komentářů ke Knize obřadů posoudil jako nepřímou kritiku své politiky.

#### Ostatní záležitosti
Roku 1537 jeden z kontrolních úředníků navrhl přísně zakročit vůči buddhismu: redukovat počet klášterů, zabavit jejich majetek a mnichy vysvěcené bez státního souhlasu vrátit k běžnému životu a podobně. Panovník neměl dobré mínění o buddhistech a sympatizoval s návrhem, Jen Sung však prosadil umírněný postup s tím, že návrat mnoha tisíc mnichů do světského života by pouze rozmnožil i tak početné řady tuláků a bezdomovců a podnítil nepokoje a z konfiskovaného majetku by měli prospěch spíše rodiny úředníků než státní pokladna. Proto Jen Sung navrhl postupné omezování buddhismu, a sice přestat opravovat budovy chrámů a modliteben, zastavit vysvěcování nových mnichů a povzbuzovat stávající mnichy k návratu ke světskému životu; císař návrh schválil.
Ministerstvo obřadů se zabývalo i problémy s množstvím lékařů v Pekingu bez náležitého vzdělání a licence k provozování praxe. Neustávaly spory o kuchaře potřebné k vykonávání císařských obřadů, když úřad dohledu nad ministerstvem financí mínil, že čtyři tisíce kuchařů je příliš mnoho a místo najímání nových by se měli propouštět, ale dvorské ministerstvo císařských zábav oponovalo, že tabulkový stav je přes šest tisíc osm set a tedy ve skutečnosti jich téměř tři tisíce chybí. Jen Sung u císaře uspěl s kompromisem, podle něhož bylo přijato pouze několik desítek nových kuchařů. Císař také schválil jeho návrh, aby uprchlí kuchaři nebyli vraceni do Pekingu, což zbytečně zatěžovalo daňové poplatníky.
Politicky citlivé a vyžadující pečlivé prověření bylo vyřizování žádostí a sporů knížat z císařského rodu. Ministerstvo odpovídalo i za registraci a výklad příznivých a nepříznivých znamení seslaných Nebesy. V závažných případech, jako bylo zapálení jednoho z paláců Zakázaného města bleskem roku 1537, kometa roku 1539 nebo úder blesku do chrámu císařských předků roku 1541, byl hněv Nebes zjevný, ale jeho příčina nejasná; mohla jí být špatná práce, korupce nebo nespravedlnost na kterémkoliv ministerstvu nebo úřadu. V takových případech byly úředníkům nařízeny usmiřující obřady, pokání a zpytování svědomí, ale i prověrky činnosti.

### Velký sekretář
Sia Jen začátkem 40. let 16. století ztratil důvěru a podporu císaře Ťia-ťinga, protože se sice ve 30. letech účastnil taoistických obřadů organizovaných císařem, ale ve 40. letech se k nim stavěl chladně, což Ťia-ťing hodnotil jako útok na svou autoritu. Jen Sung toto využil k odstavení soupeře. V srpnu 1542 tak císař z velkého sekretariátu odvolal Sia Jena, v sekretariátu pak zůstal pouze Čaj Luan, který nebyl silným a rozhodným státníkem; v září proto císař velkým sekretářem jmenoval Jen Sunga.
Jen Sung zahrnul panovníka pozorností a pracovitostí a, v kontrastu k Sia Jenovi, i širokou podporu císařova zájmu o taoismus. Přitom jednoznačně podporoval taoistické modlitby; na druhou stranu se k lektvarům prodlužujícím život, případně k nabídkám proměny běžných kovů ve zlato a stříbro, stavěl opatrně, s tím, že zkušenosti minulosti ukazují, že zpravidla jde o podvod. I když některé taoistické alchymisty, nabízející lektvary, doporučil (údajně za nemalou úplatu), i tak vyzýval k opatrnosti a pečlivému prověření jejich léků. Pro Ťia-ťinga byl otcovskou postavou, o generaci starší, vysoký, vždy elegantně oblečený, energický. Císařovy pokyny plnil pečlivě, předkládal mu všechny záležitosti. Záhy ovládl sekretariát, přičemž svých oponentů se zbavoval i nečestnými metodami, což mu vyneslo špatnou pověst.
Koncem listopadu 1542, nedlouho po jmenování Jen Sunga velkým sekretářem, se Ťia-ťing natrvalo přestěhoval ze Zakázaného města do Západního parku, který stylizoval do podoby taoistického ráje nesmrtelných. S císařem v Západním parku žila i úzká skupina jeho nejbližších pomocníků, včetně velkých sekretářů. V sekretariátu byl Jen Sung formálně druhý po Čaj Luanovi. Na podzim 1544 však byli dva synové Čaj Luana obviněni z podvádění u úřednických zkoušek, vyšetřování prokázalo četná pochybení zkušební komise i když proti Čaj Luanovi a jeho synům se nic konkrétního nenašlo. Přesto císař Čaj Luana odvolal z funkce a vyloučil z úřednického stavu. Poté sekretariát vedl Jen Sung, přičemž novými velkými sekretáři císař jmenoval ministra státní správy Sü Cana a ministra obřadů Čang Piho, ale první byl odvolán v listopadu 1545 a druhý v srpnu 1545 zemřel. K vyvážení Jen Sungova vlivu proto v říjnu 1545 císař do sekretariátu opětovně povolal Sia Jena, který převzal vedení sekretariátu. Oba státníci se nesnášeli, Sia Jen Jen Sunga ignoroval, odmítal s ním konzultovat a rušil jeho jmenování. Jen Sung se tím cítil ohrožen a spojil se se Sia Jenovými oponenty, a zároveň císařovými oblíbenci – markýzem Cchuej Jüanem, generálem Lu Pingem a markýzem Čchiou Luanem.
Nakonec v únoru 1548 Sia Jen podpořil tažení do Ordosu bez uvědomění Jen Sunga, měl tak za něj plnou odpovědnost a když císař – pod dojmem zpráv o nespokojenosti v sousedící provincii Šen-si a nepříznivých věšteb – stáhl svou podporu tažení, nepřátelé Sia Jena, včetně Jen Sunga, se proti Sia Jenovi postavili s řadou obvinění, v únor 1548 dosáhli Sia Jenova odvolání a v říjnu 1548 i jeho popravy. Po sesazení Sia Jena se Jen Sung opětovně stal prvním velkým sekretářem.
Jako první velký sekretář byl Jen Sung nejvlivnějším členem vlády, i když císař měl i jiné oblíbence  – vedle tří výše zmíněných i vévodu Kuo Süna, vévodu Ču Si-čunga a taoistu Tchao Čung-wena. V 50. letech pracovali ve velkém sekretariátu kromě Jen Sunga ještě Sü Ťie (velký sekretář 1552–1568) a Li Pen (velký sekretář 1549–1561). Sü Ťie byl energický a rozhodný, Li Pen v diskuzích o správě říše ustupoval oběma silným osobnostem, Jen Sungovi i Sü Ťieovi. Císař se sekretáři těsně spolupracoval, přičemž je stavěl proti sobě. Chod byrokracie přitom promazávaly úplatky organizované Jen Sungovým synem Jen Š’-fanem. Jen Š’-fan byl s podporou Jen Sunga postupně jmenován zástupcem ředitele úřadu pečetí (šang-pao-š’), ministrem dvora císařských obětí a mladším náměstkem ministra prací; bezpečně se orientoval v problémech hospodářských, administrativních i strategických, nechybělo mu však ani sebevědomí přecházející ve vychloubačnost. Zatímco Jen Sung trávil téměř veškerý svůj čas s císařem v Západním parku, Jen Š’-fan vedl jeho domácnost a s tím, jak Jen Sung stárnul, přebíral i jeho administrativní práci.
Jako státník byl Jen Sung schopný, pracovitost a zodpovědnost, ale i zdvořilost a skromnost mu neupírali ani nejzavilejší kritici. Ve spravování říše mu pomáhal jeho neméně schopný syn Jen Š’-fan. Oba vyhledávali a povyšovali kvalitní úředníky, zbavovali se pouze těch, kteří ohrožovali jejich postavení. Desetiletí politických krizí a problémů Jen Sung přežil tak, že rozhodnutí i odpovědnost za ně přesouval na odpovědná ministerstva a úřady; za jednání s Mongoly tak odpovídalo ministerstvo obřadů, a za jejich vypuzení ministerstvo vojenství. Jen Sung si ponechal pouze kontrolu nad personálními otázkami a výběrově i politikou. Držel se dál i od největšího problému tehdejší vlády – státních financí, jejichž řízení ponechal na ministerstvech daní a prací. V bojích 50. let s Mongoly na severu a s piráty na jihovýchodním pobřeží dával přednost politice kompromisu a jednání. Přitom měl sklon vložit svou podporu do jednoho regionálního představitele vybaveného širokými pravomocemi, skrze kterého ovlivňoval situaci (zatímco Sü Ťie si dopisoval s řadou místních hodnostářů). Tak při obraně pekingského regionu při nájezdech Mongolů v letech 1550–1551 Jen Sung podporoval generála Čchiou Luana; při řešení problémů s piráty na jihovýchodním pobřeží se opíral o ministra Čao Wen-chuu a vrchního velitele cung-tu Chu Cung-siena.

### Závěr kariéry a smrt

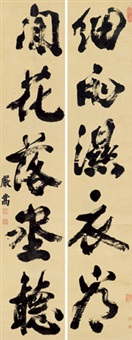
Rukopis Jen Sunga, dvouverší v kurzivním písmu

Jen Sungova korupce a klientelismus byla pověstná. Otec a syn byli kritizovaní za rozvrácení tradičních administrativních zvyklostí a syn i za korupci. Měli řadu nepřátel usilujících o jejich svržení, kterým se ostře bránili. Z rozhodnutí panovníka někteří úředníci kritiku Jen Sunga a jeho syna zaplatili životem. Obžaloby z korupce a prodávání úřadů Jen Sung rozhodně odmítal a podařilo se mu přesvědčit císaře, že jde pouze o projev frakčních střetů. Císař, vždy ochotný myslet si o úřednících to nejhorší, mu věřil, i protože obvinění byla zpravidla nekonkrétní a nepodložená důkazy, případně zjevně nevěrohodná.
Postupem doby, v důsledku vysokého věku, závisel Jen Sung na synovi stále více. Právě jeho syn psal dekrety a interpretoval přání panovníka. Roku 1560 byl Jen Sung už osmdesátiletý a neschopný samostatně zastat svou práci. Následujícího roku zemřela Jen Sungova manželka, syn pak kvůli smutku neměl dovoleno přicházet do paláce. Bez něj však Jen Sung nebyl schopen vykonávat své povinnosti. Dne 31. prosince 1561 vyhořel Ťia-ťingův palác Jung-šou v Západním parku a císař přesídlil do malého paláce Jü-si na západním břehu jezera Tchaj-jie; Jen Sung v této situaci navrhl přesun císaře do neobývaného paláce na jihu Pekingu (v němž kdysi žil v domácím vězení císař Jing-cung) s tím, že obnovení Jung-šou by bylo drahé. Císař s hněvem odmítl a Sü Ťie panovníka podpořil s tím, že obnova je možná, když se použije materiál určený pro práce v Zakázaném městě. Sü Fan, syn Sü Ťiea, byl pověřen řízením prací a do konce dubna palác obnovil. Císař poté k Jen Sungovi znatelně ochladl a konzultoval s ním pouze taoistické obřady, záležitosti vlády řešil se Sü Ťieem. Proti Jen Sungovi navíc vystupoval i nový císařův taoistický důvěrník Lan Tao-chang, a opustil ho i Lu Ping.
Po dalším kole obvinění Jen Š’-fana ze strany kontrolních úředníků byl Jen Sung v červnu 1562 odvolán a poslán domů, byť se ctí. Jen Š’-fan však byl poslán do vyhnanství ve vzdáleném pohraničí, stejně tak jeho sva synové (Jen Chao, dosud důstojník gardy ve vyšívaných uniformách, a Jen Chung, dosud písař v sekretariátu). S Jen Sungem mohl zůstat pouze jeden jeho vnuk. Novým prvním sekretářem se stal Sü Ťie. Císař si dosud vážil Jen Sunga a za zdroj všeho špatného okolo něj měl jeho syna; na návrh jednoho z kontrolních úředníků na rehabilitaci osob potrestaných v minulých dvou desetiletích za útoky na Jen Sunga proto reagoval uvězněním dotyčného kontrolního úředníka.
Jen Š’-fan neodjel do vyhnanství, jak měl přikázáno, ale unikl strážím a vrátil se do rodinného sídla v Jüan-čou. Neunikl pozornosti Liou Žuna, vysoce postaveného kontrolního úředníka v Nankingu, který v prosinci 1564 Jen Š’-fana obvinil ze styků s piráty wo-kchou a přípravy povstání. Císař nařídil zatčení podezřelých a prošetření záležitosti, Jen Š’-fanův syn Jen Šao-tching, sloužící v gardě ve vyšívaných uniformách, se pokusil rodinu varovat, ale neuspěl. V dubnu 1564 byl Jen Š’-fan zatčen a dopraven do Pekingu, vyšetřovatelé ho obvinili z přípravy ozbrojeného povstání ve spojení s piráty a Mongoly a navrhli jeho popravu. Císař nařídil opětovné prověření kauzy, které potvrdilo obvinění. Výsledkem byla poprava Jen Š’-fana a několika dalších obviněných, necelé tři desítky služebníků rodiny Jen bylo potrestáno méně přísně. Jen Sung i všichni jeho příbuzní, kteří měli status úředníka, úřední funkce a hodnosti, o ně přišli, veškerý majetek rodiny byl zabaven státem. Zabavené jmění zahrnovalo 33 tisíc liangů (1,2 tuny) zlata, 2 miliony liangů (74 tun) stříbra, mnoho cenností, domy, 57 statků, 27 300 mu (1500 ha) polností a zahrad a mnoho dalšího.
Takřka slepý, osamocený a zchudlý Jen Sung žil ještě nějakou dobu v chatrči postavené vedle hrobky jeho rodičů. Zemřel později téhož roku 1565, (uváděn je i rok úmrtí 1567).
Jen Sung držel místo prvního velkého sekretáře 14 let – nejdéle ze všech prvních sekretářů za tři století mingské vlády.